# Elli Smula
Elli Smula, née le 10 octobre 1914 à Charlottenburg (Allemagne) et morte le 8 juillet 1943 en déportation à Ravensbrück, est une conductrice de tramway berlinoise. Accusée de gravement perturber le bon fonctionnement de son employeur, la Berlin Transport company (BVG), Elli Smula est arrêtée par la Gestapo le 12 septembre 1940, quasi en même temps qu'une de ses collègues, Margarete Rosenberg. Enfermées à la prison d'Alexanderplatz, elles sont toutes les deux déportées au camp de concentration de Ravensbrück,,.

## Biographie
Elli Smula est la fille de Martha Smula, protestante, née en 1892 à Brzeg. Femme de ménage dans un sanatorium local pour femmes et enfants atteints de maladies pulmonaires à Hohenlychen, Uckermark, Martha Smula ne toucha jamais de pension de veuve de guerre, bien que le père soit mort au combat pendant la Première Guerre mondiale, du fait de la naissance hors mariage de ses deux enfants, Elli en 1914 et Will en 1917. Après la fin de la Première Guerre mondiale, la famille Smula déménage à Berlin où vit une des sœurs de Martha,.
L'été de ses 25 ans, Elli Smula est engagée pour travailler pour la BVG afin de pallier le manque de main d’œuvre masculine, Smula devient conductrice de tramway dans le quartier de Treptow. Elle est nommée cheffe de train au dépôt de tramway Elsenstraße, point de départ et d'arrivée de nombreuses lignes.
Le 12 septembre 1940, Elli Smulla est arrêtée par la Gestapo, de même qu'une de ses collègues, Margaret Rosenberg, trois jours après elle. Elles sont interrogées à quatre reprises par la Gestapo-Office IV B 1 c, l'unité des « affaires de parti, des mineurs d'opposition et des cas particuliers ». Il leur est reproché de mener une vie dissolue, de sortir boire de l'alcool et de perturber le bon fonctionnement de l'entreprise pour laquelle elles travaillent toutes les deux. La BVG aurait reçu des plaintes selon lesquelles des conductrices de Treptow encourageaient d'autres collègues féminines à boire de l'alcool, et à avoir des relations sexuelles avec elles. Le BVG fait un rapport à la Gestapo, après quoi une enquête détaillée est ordonnée. L'identité de la personne à l'origine des plaintes rapportées au BVG n'est pas connue. Après son dernier interrogatoire subi le 10 octobre 1940, Elli Smula est enfermée à la prison d'Alexanderplatz jusqu'au 30 novembre, date à laquelle, avec Rosenberg, elle est transférée au camp de concentration de Ravensbrück. Le mandat d’arrêt de Margarete Rosenberg indique « conduite subversive », ce qui est certainement aussi le cas d’Elli Smula. Indentifées à leur arrivée au camp comme détenues de droit commun, l'administration du camp les identifie aussi comme lesbiennes,. 
Au cours du mois de juillet 1943, Martha Smula  est informée par Ravensbrück de la mort très soudaine de sa fille survenue le 8 juillet. Aucune autre explication ne lui est alors fournie,.